# 948

## Родени
- Емма Италианска, френска кралица
- Ото I, херцог на Каринтия
- Рихлинд, немска аристократка

## Починали
- 15 юни – Роман I Лакапин, император на Византия